# سیارک ۱۱۳۰۵
سیارک ۱۱۳۰۵ (به انگلیسی: 11305 Ahlqvist، نامگذاری:1993FS6)۱۱۳۰۵مین سیارک کشف شده‌است که در ۱۷ مارس ۱۹۹۳ کشف شد.